# 1616
| [ Edytuj tabelę ]              | |
| Król Polski                    | - 1587 Zygmunt III Waza 1632 |
| Współksiążęta Andory           | - 1610 Bernat de Salba i Salba 1622 - 1610 Ludwik XIII 1643                                                                                     |
| Król Anglii i Szkocji          | - 1603 Jakub I 1625 |
| Elektor Brandenburgii          | - 1608 Jan Zygmunt 1619 |
| Książę Bawarii                 | - 1597 Maksymilian I Bawarski 1623 |
| Sułtan Brunei                  | - 1605 Hassan 1619 |
| Cesarz Chin                    | - 1572 Wanli 1620 |
| Król Czech                     | - 1611 Maciej Habsburg 1619 |
| Król Danii                     | - 1588 Chrystian IV 1648 |
| Dalajlama                      | - 1589 Jonten Gjaco 1616 |
| Cesarz Etiopii                 | - 1606 Susnyjos I 1632 |
| Król Francji                   | - 1610 Ludwik XIII 1643 |
| Król Gruzji                    | - 1614 Tejmuraz I 1632 |
| Król Hiszpanii                 | - 1598 Filip III 1621 |
| Landgraf Hesji-Kassel          | - 1592 Maurycy Uczony 1627 |
| Stadhouder Holandii            | - 1584 Maurycy Orański 1625 |
| Szach Iranu                    | - 1587 Abbas I Wielki 1629 |
| Państwo Wielkich Mogołów       | - 1605 Dżahangir 1627 |
| Król Irlandii                  | - 1603 Jakub I Stuart 1625 |
| Cesarz Japonii                 | - 1611 Go-Mizunoo 1629 |
| Kalif                          | - 1603 Ahmed I 1617 |
| Patriarcha Konstantynopola     | - 1612 Tymoteusz II 1620 |
| Władca Korei                   | - 1608 Kwanghaegun 1623 |
| Książę Kurlandii i Semigalii   | - 1587 Fryderyk Kettler 1642 - 1587 Wilhelm Kettler 1616                                                                                        |
| Książę Liechtensteinu          | - 1608 Karol I 1627 |
| Książę Monako                  | - 1612 Honoriusz II 1662 |
| Król Nawarry                   | - 1610 Ludwik XIII 1643 |
| Król Norwegii                  | - 1588 Chrystian IV 1648 |
| Sułtan Omanu                   | - 1560 Abd Allah ibn Muhammad 1624 |
| Elektor Palatynatu             | - 1610 Fryderyk V 1623 |
| Papież                         | - 1605 Paweł V 1621 |
| Książę Parmy i Piacenzy        | - 1592 Ranuccio I 1622 |
| Król Portugalii                | - 1598 Filip II 1621 |
| Książę w Prusach               | - 1568 Albrecht Fryderyk 1618 - 1608 Jan Zygmunt 1620                                                                                           |
| Car Rosji                      | - 1613 Michał I 1645 |
| Cesarz Rzymski (niemiecki)     | - 1612 Maciej Habsburg 1619 |
| Kapitanowie Regenci San Marino | - 1615 Orazio Belluzzi Flaminio Cionini 1616 - 1616 Pier Francesco Bonetti Francesco Bonelli 1616 - 1616 Camillo Bonelli Belluzzo Belluzzi 1617 |
| Elektor Saksonii               | - 1611 Jan Jerzy I Wettyn 1656 |
| Król Szkocji                   | - 1567 Jakub VI 1625 |
| Król Szwecji                   | - 1611 Gustaw II Adolf 1632 |
| Król Tajlandii                 | - 1611 Songtham 1628 |
| Sułtan Turków                  | - 1603 Ahmed I 1617 |
| Doża Wenecji                   | - 1615 Giovanni Bembo 1618 |
| Król Węgier                    | - 1608 Maciej 1619 |
| Książęta Wirtembergii          | - 1608 Jan Fryderyk 1628 |

Rok 1616 / MDCXVI
stulecia: XVI wiek ~
XVII wiek ~
XVIII wiek

lata: 1606 «
1611 «
1612 «
1613 «
1614 «
1615 «
1616
» 1617
» 1618
» 1619
» 1620
» 1621
» 1626

## Wydarzenia w Polsce
- 2 marca – Samuel Korecki pokonał wojska mołdawskie w III bitwie pod Chocimiem.
- 5 marca – dzieło Mikołaja Kopernika O obrotach sfer niebieskich znalazła się na Indeksie Ksiąg Zakazanych.
- 26 kwietnia-7 czerwca – w Warszawie obradował sejm zwyczajny[1].
- 16 lipca – położono kamień węgielny pod budowę katedry Świętych Apostołów Piotra i Pawła w Łucku.

- W pożarze Płocka spłonęło 70% miasta.
- Bogoria, Nowy Wiśnicz, Ulanów otrzymały prawa miejskie.

## Wydarzenia na świecie
- 12 stycznia – Portugalczycy założyli miasto Belém w delcie Amazonki.
- 29 stycznia – holenderski żeglarz Willem Corneliszoon Schouten opłynął Przylądek Horn.
- 19 marca – żeglarz i pisarz sir Walter Raleigh, skazany na śmierć i uwięziony w londyńskiej Tower za udział w spisku przeciwko królowi Jakubowi I, został po 13 latach wypuszczony na wolność.

- Na podstawie przywileju króla Christiana IV powstała Duńska Kompania Wschodnioindyjska.

## Urodzili się
- 20 stycznia - Jerzy Sebastian Lubomirski, polski magnat, marszałek wielki koronny, hetman polny koronny (zm. 1667)
- 28 lutego - Friedrich von Hessen, niemiecki duchowny katolicki, biskup wrocławski (zm. 1682)
- 19 kwietnia
  - Ludwik IV, książę legnicki (zm. 1663)
  - Wojciech Izdebski, polski duchowny katolicki, biskup pomocniczy wileński (zm. 1702)
- 20 października – Thomas Bartholin, duński naukowiec, odkrywca układu limfatycznego u ludzi (zm. 1680)

## Zmarli
- 22 kwietnia – Miguel de Cervantes, pisarz hiszpański (ur. 1547)
- 3 maja – William Szekspir, angielski dramatopisarz (ur. 1564)
- 2 lipca – Bernardyn Realino, włoski jezuita, święty katolicki (ur. 1530)

- data dzienna nieznana: 
  - Aleksander Józef Lisowski, pułkownik królewski, twórca i dowódca lisowczyków (ur. ok. 1575–1580)

## Święta ruchome
- Tłusty czwartek: 11 lutego
- Ostatki: 16 lutego
- Popielec: 17 lutego
- Niedziela Palmowa: 27 marca
- Wielki Czwartek: 31 marca
- Wielki Piątek: 1 kwietnia
- Wielka Sobota: 2 kwietnia
- Wielkanoc: 3 kwietnia
- Poniedziałek Wielkanocny: 4 kwietnia
- Wniebowstąpienie Pańskie: 12 maja
- Zesłanie Ducha Świętego: 22 maja
- Boże Ciało: 2 czerwca